# S-Bahn van Rostock
De S-Bahn van Rostock (Duits: S-Bahn Rostock) is een S-Bahn-netwerk in en om rond de Duitse stad Rostock. Het bevat drie lijnen met een totale lengte van iets meer dan 90 km. De S1-lijn, die loopt van het Hauptbahnhof tot Warnemünde loopt binnen het stadsgebied van Rostock. De exploitatie van de S-Bahn begon daar in de jaren 1970. Later werden de lijnen naar de zeehaven en naar de zuidelijke stad Güstrow via Schwaan in het S-Bahn netwerk opgenomen. De lijn naar de zeehaven werd in 2012 opgeheven, maar sindsdien maakt de verbinding naar Güstrow via Laage deel uit van de Rostock S-Bahn als lijn S3. Tot 2014 werden voornamelijk trek-duwtreinen met dubbeldeksrijtuigen gebruikt. Sindsdien rijden op alle lijnen nieuwe Talent 2 elektrische treinstellen.

## Lijnen
Ten westen van de Unterwarnow loopt de S1-lijn van Warnemünde via de nieuwbouwgebieden Lichtenhagen, Lütten Klein, Evershagen en door de industriegebieden Marienehe en Bramow tussen de buitenwijk Kröpeliner-Tor en de wijk Hansaviertel naar het centraal station van Rostock, dat in het zuiden van de buitenwijk Steintor ligt (route 181).
De S2-lijn begint ook in Warnemünde en volgt de route van de S1-lijn, maar loopt voorbij het hoofdstation naar de zuidelijke buitenwijken van Rostock. Het kruist de Warnow bij Schwaan en gaat verder naar Güstrow (route 182).
De S3-lijn begint ook in Warnemünde en volgt het tracé van de Lloydbahn in zuidelijke richting via Laage (Meckl) en de verbindingsspoorlijn Plaaz-Priemerburg naar de stad Güstrow. (Route 183)
| Lijn | Halte | Lengte in km | Reistijd in min. | Route |
| ---- | ----- | ------------ | ---------------- | --- |
|      | 10    | 13,3         | 20               | Warnemünde – Warnemünde Werft – R.-Lichtenhagen – R.-Lütten Klein – R.-Evershagen – R.-Marienehe – R.-Bramow – R. Holbeinplatz – R. Parkstraße – Rostock Hauptbahnhof (Stamroute) |
|      | 17    | 47,6         | 58               | Warnemünde – (zoals S1) – Rostock Hauptbahnhof – Papendorf – Pölchow – Huckstorf – Schwaan – Mistorf – Lüssow – Güstrow                                                           |
|      | 18    | 58,1         | 74               | Warnemünde – (zoals S1) – Rostock Hauptbahnhof – Kavelstorf – Scharstorf – Kronskamp – Laage (Meckl) – Subzin-Liessow – Plaaz – Priemerburg – Güstrow                             |

## Geschiedenis
De route tussen het centraal station van Rostock en de badplaats Warnemünde werd lange tijd bediend door een dichte voorstadsdienst. Al in 1923 werden er goedkope dagretours aangeboden.
De afschaffing van deze diensten in 1953 leidde tot protesten van arbeiders op de scheepswerf van Warnowwerft, zodat een paar weken later de vorige prijzen weer van kracht werden. Met de bouw van nieuwe woonwijken langs deze route, die begon in de jaren 1960, groeide het belang van deze route.
Enerzijds was de bestaande route via Schmarl te ver weg voor de oudste en grootste van deze nieuwe ontwikkelingsgebieden, Lütten Klein, en anderzijds waren er nog meer nieuwe ontwikkelingsgebieden gepland langs de route. In de jaren 1960 werd aanvankelijk een tracé ten westen van de stadssnelweg naar Warnemünde overwogen, maar deze plannen werden niet verder uitgevoerd vanwege de hoge bouwkosten. In plaats daarvan werd in 1968 begonnen met de aanleg van een tracé naast de stadssnelweg aan de oostkant. 
In eerste instantie werd op 12 juli 1970 een aftakking van Bramow naar Lütten Klein geopend om de woonwijk met het stadscentrum en het havengebied te verbinden. Van Bramow naar Evershagen lag het spoor naast de lijn naar Warnemünde op de plaats van het voormalige tweede spoor. Op deze dag werden ook tariefvereenvoudigingen van kracht die gebaseerd waren op de tarieven van andere lightrailsystemen. Een reis van Rostock naar Warnemünde kostte een gestandaardiseerde 50 pfennig; voor kortere afstanden betaalden reizigers het normale Deutsche Reichsbahn-tarief.
Toen de nieuwe lijn van Lütten Klein naar Warnemünde Werft in 1974 klaar was, werd deze officieel gelanceerd als S-Bahn (de huidige S1-lijn) en werd de voorheen onregelmatige dienst gesynchroniseerd. De nieuwe lijn werd gebouwd in het verlengde van de oude aftakking en kreeg een extra halte in Lichtenhagen. De oude lijn via het station Schmarl werd buiten dienst gesteld en ontmanteld. De term S-Bahn stond oorspronkelijk voor Stadtbahn.
Op 14 december 1985 begon het elektrische bedrijf met bovenleidingen op de S-Bahn van Rostock. In de spits reden omkeerbare treinen bestaande uit drie dubbeldekkers met vier rijtuigen. Het traject naar de overzeese haven van Rostock werd destijds niet als S-Bahn beschouwd, hoewel de reizen van en naar Warnemünde doorgaand waren. Het S-Bahn tarief naar de overzeese haven werd pas in 1987 ingevoerd en de officiële benaming “S-Bahn” voor de treinen naar de zeehaven werd pas in 1988 ingevoerd.
Vanaf 1982 reden verschillende S-Bahn treinen van Warnemünde naar Rostock en verder naar de kunstmestfabriek in Poppendorf. Deze treinen werden beschouwd als pure forensentreinen en werden niet opgenomen in de openbare dienstregelingen voor het traject ten oosten van Rostock. Deze treinen werden in 1992 opgeheven.
Na de val van het communisme in de DDR nam het woon-werkverkeer in de jaren 1990 af. Niet alleen werden de meeste grote bedrijven ingekrompen of gesloten, maar ook de woonwijken langs de S-Bahn verloren inwoners. De treinlengte werd geleidelijk teruggebracht tot sets van drie dubbeldeksrijtuigen. In 2002 werd het interval van 7½ minuut in de spits ingekort tot 10 minuten.
Ook sinds de jaren 1990 worden de stoptreinen van Güstrow naar Rostock de S-Bahn genoemd en rijden ze ononderbroken naar Warnemünde. Plannen om de S-Bahn van Rostock te koppelen aan het tramsysteem van de stad om een lightrailsysteem te vormen werden in 2007 opgegeven.
In 2009 schreef de deelstaat Mecklenburg-Vorpommern een aanbesteding uit voor de exploitatie van het subnetwerk “Warnow”, dat naast de S-Bahn Rostock ook de lijnen Wismar-Rostock-Tessin, (Bad Doberan-)Rostock-Graal-Müritz en Wismar-Ludwigslust omvat. DB Regio Nordost won de aanbesteding, bleef de exploitant van de Rostock S-Bahn en nam ook de lijn Rostock-Laage-Güstrow over tot 2024. Vanaf de dienstregelingwijziging van 2012 werd deze lijn toegevoegd aan het S-Bahn netwerk en geëxploiteerd als S3. Treinen reden tussen Rostock en Warnemünde elke 7½ minuut in de spits en elke 15 minuten in de daluren, en elke 60 minuten op de resterende trajecten van maandag tot vrijdag, maar nog steeds slechts elke 2 uur in het weekend.
Berlijn · Breisgau · Bremen/Niedersachsen · Donau-Iller · Dresden · Hamburg · Hannover · Keulen · Mitteldeutschland · Mittelelbe · München · Nürnberg · Rhein-Main · RheinNeckar · Rhein-Ruhr · Rostock · Stuttgart

In planning: Münsterland · Saarland · Regensburg

Voormalig: Erfurt · Peenemünde